# アンドロイドサイエンス
アンドロイドサイエンス（Android science）とは、『アンドロイドが人間の社会的反応を誘発することができる』という前提に基づいて、相互作用および認知を調査、研究する新しい学際的な枠組みを示す造語。

## 概要
アンドロイドが人間の社会的反応を誘発する能力は、研究者が人間の俳優以上により正確にコントロールできる機械として、人間の被験者と共に実験にアンドロイドを使うことを可能にする。
機械的なロボットらしいロボットがある程度社会的反応を誘発できるかもしれないとき、見た目も動きも人間と酷似したロボットの方が、人間の俳優よりも社会的、心理的、認知的、神経科学的な実験において、より良い立場に置かれる。このような事は、人間の相互作用が機械的なロボットらしいロボットの実験において欠いているものを発見するという点で、アンドロイドの実験に生態学的なレベルの有効性を与える。
人間とアンドロイドとが相互作用するための実験環境もまた、どのように認知、又は神経の作用が人間の相互作用に影響するのかというモデルを得るため実験的な場を提供することになる。なぜなら、モデルとしてアンドロイドを使うことで、人間の被験者との相互作用をテストすることができるからである。
アンドロイドサイエンスにおいて、認知科学と工学は、よりいっそう深い人間の相互作用とますます人間に酷似したアンドロイドの発達がお互いに影響しあった結果による相乗効果関係を享受するものとして理解される。
一部の研究者は広い範囲で考えたときに、アンドロイドサイエンスは、社会における人間に酷似したロボットの影響、もしくは、擬人化と人間の認知との関係を研究するように、人間と酷似して作られることが全ての効果を包括すると解釈されている。森政弘は、『人間は人間に近いモノが人間的な動作、姿形から逸脱することにとても敏感である』という現象を研究、発見した。森はこの現象を「不気味の谷現象」と名づけている。アンドロイドサイエンスにおいてこの「不気味の谷」はアンドロイドが人間に酷似することを強化する診断道具とみなされる。